# Hajnalka Kiraly Picot
Hajnalka Kiraly Picot, född den 2 mars 1971 i Veszprém, Ungern, är en fransk fäktare som tog OS-brons i damernas lagtävling i värja i samband med de olympiska fäktningstävlingarna 2004 i Aten.